# Kuopion Pallotoverit
El Kuopion Pallotoverit, també anomenat Koparit o KPT Kuopio, fou un club de futbol finlandès de la ciutat de Kuopio.

## Història
El club va ser fundat el 1931 a Kuopio. Va juga 21 temporades a la primera divisió finlandesa entre el 1938 i el 1987. Les seves millors posicions foren un segon lloc els anys 1978 i 1981. També fou dos cops finalista de copa, els anys 1957 i 1978. Participà es dues edicions de la Copa de la UEFA. Després de perdre diverses categories el club va desaparèixer en fusionar-se el 1991 amb l'Elo Kuopio per donar vida al FC Kuopio.